# Cormocephalus brasiliensis
Cormocephalus brasiliensis är en mångfotingart som beskrevs av Jean-Henri Humbert och Henri Saussure 1870. Cormocephalus brasiliensis ingår i släktet Cormocephalus och familjen Scolopendridae. Inga underarter finns listade i Catalogue of Life.